# Milpitas (California)
Milpitas es una ciudad en el Condado de Santa Clara, California. Limita con San José por el sur, Fremont al norte, en el extremo oriental de la Ruta Estatal de California 237 e Interestatales 680 y 880 que van de norte a sur por la ciudad. Con el Condado de Alameda colindante por el norte, Milpitas se encuentra en la 
sección extremo noreste de la Bahía Sur, bordeando la bahía oriental y Fremont. Milpitas también se encuentra dentro de Silicon Valley. En sus dependencias se encuentra la sede corporativa de Maxtor, LSI Logic, Flextronics, Adaptec, 
Intersil, Cisco Systems, JDSU y SanDisk están dentro de las zonas industriales de Milpitas.

## Demografía
Según el censo de 1999, su población era de 62.698 habitantes. En 2005 se estimó una población de 64.292 habitantes, un aumento de 1.594 (2,5%).

## Historia

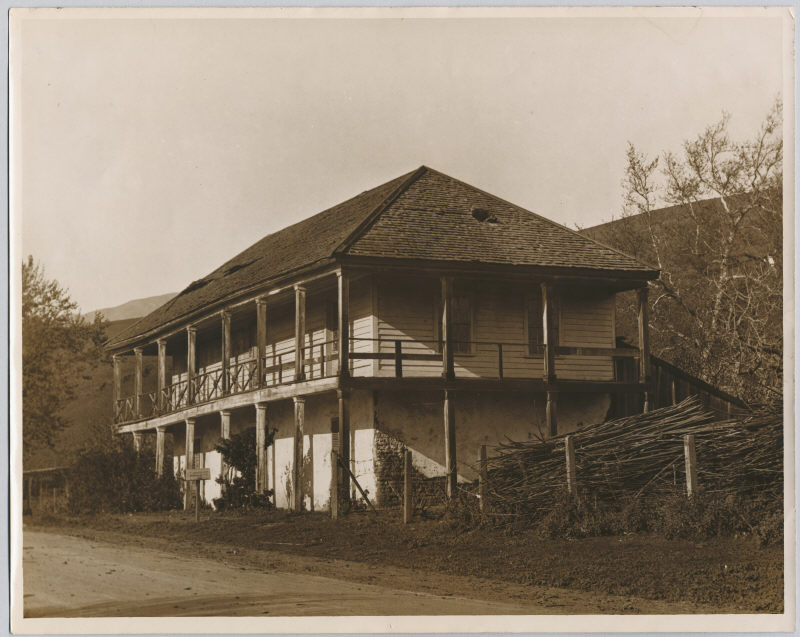
Casa original de adobe (años 1920).

Los indios Ohlone llevaban una vida tradicional, basada en la caza y la recolección diaria. Algunos de los Ohlone vivieron en varios pueblos dentro de lo que hoy en día es Milpitas, incluidos los sitios por debajo de lo que ahora son la Asamblea de Dios de la Iglesia El Calvario y la  Higuera Adobe Park.4 Evidencia Arqueológica.
Durante las expediciones españolas de finales del siglo XVIII, se fundaron varias misiones en el área de San Francisco Bay. 
Ambos propietarios habían construido casas de adobe prominentes en sus propiedades. Hoy, ambos adobes siguen existiendo y son las estructuras más antiguas en Milpitas. Las paredes seriamente erosionadas, se encapsulan en una capa de ladrillo.
En los años 1850, gran parte de los estadounidenses ingleses, alemanes, y descendiente de irlandeses llegaron a cultivar las tierras fértiles de Milpitas. Estos primeros colonos cultivaban la tierra y muchos negocios instalado en una sección de lo que entonces se llamaba Misión Road, que por la convirtió finales del siglo XX conocidos a la "Midtown" del distrito. Sin embargo, otro flujo de la inmigración en los años 1880 lleva a la aparición de personas de origen portugués, de las Islas Azores, a las granjas de Milpitas. Muchos de los azorianos tenido apellidos localmente conocida como Coelho, Covo, Mattos, Nunes, Spangler, Serpa y Silva.
en el siglo XXI, se construyó la estación de tren ligero, por lo que es el destino más nororiental del tren ligero en la región. El 26 de enero de 2004, la ciudad celebra su aniversario número 50 de la incorporación y el libro de Milpitas Publicado: Cinco Décadas dinámicas para conmemorar los 50 años de historia Milpitas como una comunidad ocupado, cruce de caminos interesantes.